# H & L Records
H & L Records (1976-1979) fue un sello discográfico fundado por Hugo Peretti y Luigi Creatore después de que dejaron Avco Records. Se llevaron The Stylistics con ellos. 

## Historia

### Lanzamientos
El disco de doble artista, "That Old Black Magic" de The Softones, respaldado por "Love is the Answer" de Van McCoy, fue lanzado en un sencillo.   En octubre de 1978, la banda de acompañamiento de The Manhattans, 98.6, firmó con el sello H&L. 

### Años después
En 1984, Amherst Records adquirió los masters de H&L y los de Avco. 